# آتشاجور
آتشاجور (بالإنجليزية: Achajur)‏ هي municipality of Armenia تقع في أرمينيا في محافظة تاووش. يقدر عدد سكانها بـ 4,206 نسمة .